# Poictesme
Le Poictesme (prononcé "pwa-tem") est une province historique française fictive, située dans le sud de la France. Elle fut inventée par l'écrivain américain James Branch Cabell, pour les besoins de sa série littéraire de fantasy satirique Biography of the Life of Manuel (en),. 

## Présentation

### Toponymie
Le toponyme du Poictesme est formé à partir des noms médiévaux de deux villes françaises : Poictiers (Poitiers) et Angoulesme (Angoulême). Cette démarche est similaire à la création d'une autre province française fictive, l'Averoigne, créée par Clark Ashton Smith,.

### Historique
Le Poictesme est un fief féodal du roi réel Ferdinand III de Castille. En 1234, il décapite son vieil ami le comte qui le dirigeait alors, pour y installer à sa place le héros de la série, le comte Dom Manuel. Ce dernier est le fondateur d'une dynastie dirigeant depuis le fief. La province, qui connaît manifestement son âge d'or au XIIIe siècle, demeurera prospère jusqu'au XVIIIe s,. 

### Géographie
Situé entre la Provence et Montpellier, le territoire borde de la mer Méditerranée. Plus précisément, il avoisine le golfe d'Aigues-Mortes, lui-même faisant partie du golfe du Lion. 
Le Poictesme est composé de paysages variés, hantés par endroits. On y trouve par exemple : 
- Des forêts sombres, telles celles d'Acaire (dont la moitié a été défrichée) et de Bovion ;
- Des montagnes comme les monts Taunenfel, les monts Garrigues[a] et le haut Morven ;
- Des landes ténébreuses, des marais (ceux d'Amneran) et des plaines ;
- Des cours d'eau : Duardenez (le principal), Roigne, Ser, Ardray (coulant dans le val portant son nom)...
- Le littoral est échancré par endroits, au niveau de l'Anse et de l'étang de Cransi ;
- Près des côtes se tient une île, sur laquelle a été bâtie la localité de Gratinolles.

Quelques bâtisses ponctuent la région :
- Des lieux de culte : une abbaye cistercienne, des églises (telle que celle de Saint-Hoprig) ;
- De nombreux châteaux, comme celui des Roches.

Le chef-lieu du Poictesme est Storisende. Il y existe d'autres villes comme Bellegarde ou Naimes. Celles-ci sont reliées entre elles par un réseau de routes, menant également à Paris (via Lyon), Nîmes, Lodève, Lunel, etc,,. 

## Postérité
- En guise d'hommage, le nom de Poictesme a été donné à :
  - Une revue littéraire de premier cycle de l'Université du Commonwealth de Virginie.
  - Une planète du roman Junkyard Planet, par H. Beam Piper (1983).
  - Une lune de la planète Sauron dans War World (en): The Battle of Sauron, par John F. Carr (en) et Don Hawthorne.
  - Poictesme et Lotharingia sont deux des trois royaumes de la nouvelle "Prince Delightful and the Flameless Dragon", par Isaac Asimov.
- La province de Poictesme est aussi évoquée dans la série de roman graphique Girl Genius par Phil et Kaja Foglio, devenue webcomic[1],[2].